# 渔涝镇
渔涝镇，是中华人民共和国广东省肇庆市封开县下辖的一个乡镇级行政单位。

## 行政区划
渔涝镇下辖以下地区：
渔涝社区、带村、石便村、贺江村、上扶村、潭良村、白沙塘村、前进村、袁村和禾楼村。